# ブレンドリータウン
ブレンドリータウン（Brindley Town）は、カナダのノバスコシア州（現ジョーダンタウン）、ディグビー市から南へ3Kmの位置にあった、ノバスコシア州で2番目に大きな黒人解放奴隷のコミュニティ。
住民は、1783年アメリカ独立時に自由を求めてやって来た、イギリス王室に忠誠を誓った元奴隷の黒人や白人が中心であった。
指導者は聖公会の牧師で、学校の教師でもあった黒人のジョゼフ・レオナルド。
黒人達は新天地としてブレンドリータウンを開拓したが、荒れ地ばかりで、農耕に適した土地は貰えず、苦労していた。その様子を見ていた元奴隷のトマス・ピーターズは、奴隷廃止主義者のグランビル・シャープに事情を話した。その結果、1792年にブレンドリータウンの黒人約半数が、西アフリカのシャープら奴隷廃止主義者が計画した解放奴隷のシエラレオネ入植計画に参加し、同地へ移住していった。ブレンドリータウンに残った者は、近隣のウェイマウスやジョーダンタウンなどに分散していった。